# Alexandre Camarasa
Alexandre Camarasa (Marselha, 10 de junho de 1987) é um jogador de polo aquático francês.

## Carreira
Camarasa integrou a Seleção Francesa de Polo Aquático que ficou em décimo primeiro lugar nos Jogos Olímpicos de 2016.